# Фомин, Николай Кириллович
Никола́й Кири́ллович Фоми́н (16 марта 1945, г. Сыктывкар Коми АССР — 5 марта 2009, Тула) — российский историк, архивист, краевед.
Ученик А. А. Зимина.
Почётный архивист Российской Федерации (2000).

## Биография
Родился в городе Сыктывкаре в 1945 году, где в годы Великой Отечественной войны находились в эвакуации его родители. В 1947 г. семья вернулась в Тулу.
По окончании средней школы в 1964 г. Н. К. Фомин поступил в Московский историко-архивный институт (МГИАИ), на заочное отделение, а со 2-го курса на дневном отделении факультета архивного дела. В то время в институте преподавало много замечательных ученых, оставивших неизгладимый след в благодарной памяти Н. К. Фомина. Один из них — профессор А. А. Зимин, под научным руководством которого он подготовил дипломную работу «Писцовые книги Суздальского уезда 20-х гг. XVII в. как источник по истории землевладения», высоко оцененную его Учителем.
В годы учёбы в институте Николай Фомин периодически принимал участие в деятельности кружка источниковедения истории СССР, руководимого С. О. Шмидтом.
В августе 1969 Н. К. Фомин поступил на работу в Государственный архив Тульской области (ГАТО), на должность младшего научного сотрудника отдела использования документов. Здесь он трудился вплоть до своего вынужденного (по состоянию здоровья) ухода на пенсию 5 августа 2008 г. В 1979 г. его назначили заведующим отделом использования документов ГАТО. Благодаря регулярным и обстоятельным историческим публикациям в тульских газетах Н. К. Фомин был замечен Алексеем Константиновичем Зайцевым, что позволило сделать изучения региона Куликова поля комплексным. В 90-е гг. XX в. — начале первого десятилетия XXI в. работал в Государственном военно-историческом и природном музее-заповедники «Куликово поле» старшим научным сотрудником (по совместительству).
Под руководством А. А. Зимина Н. К. Фомин осуществил перевод на современный русский язык «Задонщины» (Тула, 1980). Он — участник и составитель целого ряда опубликованных сборников документов и книг, основанных во многом на материалах ГАТО. В их числе изданные в Туле в 1980—1999 гг. «Общественная деятельность Л. Н. Толстого в Тульском крае», «На борьбу с разрухой (Тульская губерния в период восстановления народного хозяйства, 1921—1925 гг.)», «Куликово поле», «Социалистическое соревнование трудящихся Тульской области, 1917—1975», «Все для Победы: Тульская область в годы Великой Отечественной войны 1941—1945 гг.», «Земля и революция: Аграрный вопрос в Тульской губернии в 1917 г.», а также в Москве в 2003 г. «Тульские оружейники». Н. К. Фомин принимал активное участие и в подготовке второго, переработанного и дополненного издания Путеводителя по Государственному архиву Тульской области (Тула, 2001), являлся активным участником и автором статей в двухтомном Тульском биографическом словаре (Тула, 1996) и в его продолжении, содержавшем «Новые имена» (Тула, 2003).
В качестве работника музея-заповедника «Куликово поле» Н. К. Фомин издал сборник «Куликово поле: Документы по землевладению XVII в.» (Тула, 1999), а также участвовал в подготовке издания «Куликово поле: Большая иллюстрированная энциклопедия» (М., 2007). Последней работой Н. К. Фомина явилось издание собрания сочинений тульского историка-краеведа И. Ф. Афремова (Тула, 2008).

## Оценка научной деятельности
…Четвертый из выпуска 1969 г. (моих любимцев) — Николай Кириллович Фомин («Атос») — длинный, худущий, немного сутулый, черноволосый, слегка заикающийся, приятель Ю. Д. Рыкова. Он взял себе в качестве дипломной работы писцовую книгу Суздальского уезда 20-х годов XVII в. как источник по истории служилого класса для XVI в. В теме меня интересовали два аспекта. Писцовые книги 20-х годов являются ценнейшими источниками не только для своего времени, но и ретроспективны для XVI столетия. Была и причина, почему мы остановились на Суздальском уезде. В результате работ С. Б. Веселовского с треском распался тезис Платонова о том, что в опричнину брались земли княжат и бояр. Оставался один неисследованный отрывок — Суздальский уезд. Н. К. Фомин взял на себя адов труд — выявить всех «старых землевладельцев» по писцовой книге, изучить их биографии, установить время когда они жили. В результате получился огромный справочник. Вывод Н. К. Фомина был неожиданным: в Суздале, оказывается, преобладала служилая мелкота, а не знать. Теперь все вставало на свои места. К сожалению, его работа не издана…
— Из воспоминаний А. А. Зимина

## Признание
- 11 августа 1981 удостоен диплома Главархива РСФСР за подготовку сборника документальных материалов «На борьбу с разрухой».
- 14 декабря 1989 решением Тульского облисполкома награждён медалью «Ветеран труда».
- 1 декабря 2000 за большой личный вклад в содействие развитию архивного дела и исторической науки приказом № 53 правления Российского Общества историков-архивистов награждён «Почётным знаком» РОИА с присвоением звания «Почётный архивист Российской Федерации».
- Решением Коллегии Главархива от 8 сентября 2003 награждён нагрудным знаком «Отличник архивного дела».

## Публикации

### Статьи
- Фомин Н. К. Заселение Епифанского уезда в XVI—XVII вв. // Куликово поле: Материалы и исследования / Отв. ред. А. К. Зайцев. — М.: ГИМ, 1990. — С. 126-137. — 160 с. — (Труды Государственного исторического музея; Вып. 73). — 1000 экз. — ISBN 5-7196-0882-6.
- 200 лет со дня рождения (1797) Н. Ф. Андреева // Тульский край. Памятные даты на 1997 год: Указ. лит. — Тула, 1996. — С. 50-51. Библиогр.: 11 назв.
- Топоним «Куликово поле» по документам XVI—XVII вв. // Изучение историко-культурного и природного наследия Куликова поля. М.; Тула, 1999. С. 34—39.
- Вклад по душе князя Дмитрия Михайловича Пожарского в Тульский Предтечев монастырь
- К истории издания сборника «Всё для победы» // Тульский краеведческий альманах. — 2007. — Вып. 5. — с. 151—154.
- Крестный отец Василия Андреевича Жуковского
- Послужной список историка-генеалога В. И. Чернопятова
- Принципы авторской работы И. Ф. Афремова
- Тульский кремль (к 500-летию начала строительства) // Тульский край. Памятные даты. 2007. — Тула, 2006. С. 176.
- К вопросу об обороне южной границы Московского государства во второй половине 16 в. (города тульского края и их роль в защите страны) / Н. К. Фомин // Позднесредневековый город: археология и история: Материалы семинара: в 2-х ч. Ч. 2. Изучение позднесредневековых городов России / Всерос. семинар. Тула, 18-20 ноября 2005 г.; ред. А. Н. Наумов. — Тула: Гос. воен.-ист. и природ. музей-заповедник, 2007. — 184 с. — С. 25-43. — ISBN 978-5-903587-05-6.
- Образование Тульской области (1937 г.)